# Gregg Toland
Gregg Toland, A.S.C. (29 de mayo de 1904-28 de septiembre de 1948) fue un director de fotografía estadounidense conocido por su uso innovador de la iluminación y técnicas como la profundidad de campo, ejemplos de los cuales se pueden encontrar en su trabajo en Citizen Kane (Orson Welles, 1941), Los mejores años de nuestra vida (William Wyler, 1946) y The Long Voyage Home (John Ford, 1940)
Demostró por primera vez su estilo de claroscuro con luz lateral en el cortometraje The Life and Death of 9413: a Hollywood Extra, en el cual una de las dos bombillas de 400W que tenían disponibles se quemó, dejando solo una bombilla para iluminar.
Durante la década de 1930, Toland se convirtió en el camarógrafo más joven de Hollywood, pero pronto se convirtió en uno de sus cinematógrafos más buscados. Durante un período de siete años (1936–1942), fue nominado cinco veces al premio Óscar por mejor fotografía, ganando una vez por su trabajo en Cumbres Borrascosas. Trabajó con muchos de los principales directores de su época, incluyendo a John Ford, Howard Hawks, Erich von Stroheim, King Vidor, Orson Welles, y William Wyler.
Toland murió mientras dormía el 28 de septiembre de 1948, producto de una trombosis coronaria a los 44 años. Esta enterrado en el Hollywood Forever Cemetery en Hollywood, California.

## Filmografía
- The Life and Death of 9413: a Hollywood Extra  (1928) co-camarógrafo
- La reina Kelly (1929) filmó final alternativo dirigido por Gloria Swanson
- The Trespasser (1929) co-camarógrafo
- El capitán Drummond  (1929) co-camarógrafo
- This Is Heaven  (1929) co-camarógrafo
- Condemned  (1929) co-camarógrafo
- Raffles  (1930) co-camarógrafo
- Whoopee!  (1930) co-camarógrafo
- The Devil to Pay!  (1930) co-camarógrafo
- Indiscreet (1931) co-camarógrafo
- One Heavenly Night  (1931) co-camarógrafo
- Street Scene  (1931) co-camarógrafo
- Palmy Days (1931)
- The Unholy Garden  (1931)
- Tonight or Never  (1931)
- Play-Girl  (1932)
- Man Wanted  (1932)
- The Tenderfoot  (1932)
- The Washington Masquerade  (1932)
- The Kid from Spain  (1932)
- The Masquerader  (1933)
- The Nuisance  (1933)
- Tugboat Annie  (1933)
- Roman Scandals  (1933)
- Nana  (1934)
- Lazy River  (1934)
- We Live Again  (1934)
- Forsaking All Others  (1934)
- Les Misérables  (1935)
- Public Hero No. 1  (1935)
- The Dark Angel  (1935)
- Splendor  (1935)
- Mad Love (1935)
- The Wedding Night (1935)
- The Road to Glory  (1936)
- Esos tres (1936)
- Rivale(película de 1936)

## Premios y distinciones
Premios Óscar
| Año  | Categoría                          | Película            | Resultado |
| ---- | ---------------------------------- | ------------------- | --------- |
| 1936 | Mejor fotografía                   | Los miserables      | Nominado  |
| 1938 | Mejor fotografía                   | Callejón sin salida | Nominado  |
| 1940 | Mejor fotografía - Blanco y negro  | Cumbres Borrascosas | Ganador   |
| 1941 | Mejor fotografía en blanco y negro | Hombres intrépidos  | Nominado  |
| 1942 | Mejor fotografía                   | Ciudadano Kane      | Nominado  |